# Bara kontrakt
Bara kontrakt var ett kontrakt i Lunds stift inom Svenska kyrkan. Kontraktet församlingar ligger i Svedala kommun, Lomma kommun, Staffanstorps kommun och Burlövs kommun.  Kontraktet upphörde 2018 och dess församlingar överfördes då till Torna och Bara kontrakt.
Kontraktskoden var 0704. 

## Administrativ historik
Kontraktet omnämns på 1600-talet och omfattade från mitten av 1800-talet och före 1962
- Svedala församling
- Törringe församling som mellan 1962 och 1980 ingick i Oxie och Skytts kontrakt/Skytts kontrakt och som 1998 uppgick i Törringe-Västra Kärrstorps församling som 2002 uppgick i Svedala församling
- Västra Kärrstorps församling som 1998 uppgick i Törringe-Västra Kärrstorps församling som 2002 uppgick i Svedala församling
- Hyby församling som 2002 uppgick i Värby församling
- Bara församling som 2002 uppgick i Värby församling
- Skabersjö församling som 2002 uppgick i Värby församling
- Burlövs församling
- Uppåkra församling
- Knästorps församling som 2002 uppgick i Uppåkra församling
- Tottarps församling som 2002 uppgick i Uppåkra församling
- Görslövs församling som 2002 uppgick i Uppåkra församling
- Särslövs församling som 2002 uppgick i Uppåkra församling
- Mölleberga församling som 2002 uppgick i Uppåkra församling
- Kyrkheddinge församling som 2000 uppgick i S:t Staffans församling
- Esarps församling som 2000 uppgick i S:t Staffans församling
- Stora Råby församling som 1962 överfördes till Torna kontrakt
- Bjällerups församling som 2000 uppgick i S:t Staffans församling
- Lomma församling
- Lyngby församling som 1974 överfördes till Torna kontrakt
- Genarps församling som 1974 överfördes till Torna kontrakt
- Gödelövs församling som mellan 1 maj 1925 och 1962 samt från 1974 ingick i Torna kontrakt
- Flackarps församling som 1965 uppgick i Uppåkra församling
- Brågarps församling som 1964 uppgick i Staffanstorps församling
- Nevishögs församlingsom 1964 uppgick i Staffanstorps församling

1962 tillfördes från Oxie kontrakt
- Bjärshögs församling som 2002 uppgick i Värby församling

1964 bildades
- Staffanstorps församling som 2000 uppgick i S:t Staffans församling

1974 (eventuellt 1973) tillfördes från Rönnebergs kontrakt
- Borgeby församling som 2000 uppgick i Bjärreds församling

1974 tillfördes från Torna kontrakt
- Fjelie församling som 2000 uppgick i Bjärreds församling
- Flädie församling som 2000 uppgick i Bjärreds församling

1980 tillfördes från Skytts kontrakt
- Börringe församling som 2002 uppgick i Svedala församling